# قراجلو (خوي)
قراجلو هي قرية في مقاطعة خوي، إيران. يقدر عدد سكانها بـ 31 نسمة بحسب إحصاء 2016.